# Stoke d'Abernon
Stoke d'Abernon är en ort i distriktet Elmbridge, i grevskapet Surrey, i England. Stoke D'Abernon var en civil parish fram till 1974. Civil parish hade 2 211 invånare år 1951. Byn nämndes i Domedagsboken (Domesday Book) år 1086, och kallades då Stoche.